# Florence Dixie
Florence Caroline Dixie (de soltera Douglas; Cummertrees, 25 de maig de 1855 - Londres, 7 de novembre de 1905) va ser una aristòcrata, viatgera i escriptora escocesa, corresponsal de guerra i feminista.
Va escriure el relat de viatges Across Patagònia, llibres infantils com The Young Castaways i Aniwee o The Warrior Queen, i la utopia feminista Gloriana o The Revolution of 1900. Les seves obres tracten temes relacionats amb les nenes, les dones i la seva injusta posició en la societat. Els seus relats de viatges reflecteixen, consient o no, la perspectiva victoriana des d'una civilització que es percep com a superior. I tot i així, representen la figura d'una viatgera i escriptora que desafia constantment el món victorià, i posa en qüestió alguns dels codis establerts en la societat britànica del seu temps. 

## Biografia
Nascuda a Cummertrees, Dumfries, Escòcia, el 25 de maig de 1855, Douglas era filla de Caroline Margaret Clayto, la qual era filla del general i parlamentari William Clayton, i d'Archibald Douglas. Tenia un germà bessó, una germana gran, Gertrude, i tres germans més: John, Francis i Archibald Edward.

### Infància i adolescència
Afeccionada a totes les activitats físiques, nedar, muntar a cavall o caçar, portava els cabells curts en un tall juvenil i es va negar a ajustar-se a la moda. Ella i el seu germà bessó James van estar particularment pròxims durant la infància .  També estava a prop del seu germà gran John, a qui s'assemblava en temperament, tots dos «intrèpids, dinàmics i obstinats». Quan tenia tres anys el seu pare va morir en un accident amb trets, potser suïcidat. El 1862, la seva vídua es va convertir al catolicisme i es va emportar als seus fills més joves, Archibald, llavors de dotze anys, i Florence i James, amb set, a França, on els va poder educar com ella volia. El cònsol britànic a Nantes els va oferir un lloc segur quan la seva primera ubicació va ser descoberta, i l'Emperador Napoleó III va estendre a Queensberry la seva protecció, assegurant que pogués mantenir la custòdia dels tres nens.
Finalment van tornar a Anglaterra i Lady Florence va ser educada per primera vegada a casa per una institutriu, però se la descriu com a «desafiant, rebel i inquieta».  Després de tornar de França a l'edat de nou anys, els bessons van ser separats. James va ser enviat a un internat catòlic i Florence a una escola de convent, on va trobar una mica de consol escrivint poesia: els versos de Juvenalia de la seva infància es van publicar molt més tard com The songs of a child, and other poems [Les cançons d'un nen i altres poemes], sota el pseudònim de «Darling». Una altra tragèdia va colpejar la família el juliol de 1865, quan el seu germà Francis, de 18 anys, moria juntament amb altres tres companys, després d'aconseguir el primer ascens al Cerví, als Alps.

### Matrimoni

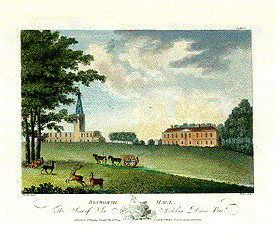
Bosworth Hall, a Leicestershire

El 1875, a l'edat de dinou anys, es va casar amb Alexander Beaumont Churchill Dixie, onzè baronet Bosworth, un aristòcrata amb alts ingressos, una casa de camp, Bosworth Hall, i una casa londinenca a l'elegant districte residencial de Mayfair La jove parella va tenir dos fills, George Douglas i Albert Edward Wolstan, el padrí del qual va ser el Príncep de Gal·les. Marit i muller compartien l'amor per l'aventura i la vida a l'aire lliure, i generalment es considera que van tenir un matrimoni feliç. El 1885 la casa i la finca ancestral de Beau a Bosworth es van vendre per a pagar deutes. Després de la pèrdua de la propietat, la parella es va mudar a Glen Stuart, Annan, Dumfriesshire.

## Trajectòria
El 1877, Florence Dixie va publicar la seva primera novel·la, Abel Avenged: a Dramatic Tragedy [Abel Avenged: una tragèdia dramàtica]. Diversos llibres de Dixie, en particular els seus llibres per a nens The Young Castaways or The Child Hunters of Patagonia [Els joves nàufrags o Els caçadors de nens de la Patagònia] i Aniwee or The Warrior Queen [Aniwee o La reina guerrera], i les seves novel·les per a adults Gloriana or the Revolution of 1900 [Gloriana, o La revolució de 1900] i Isola or the Disinherited: A Revolt for Woman and all the Disinherited [Isola o els desheretats: una revolta per a la dona i tots els desheretats] tracten de la situació de les nenes i les dones en la societat. La seva última novel·la, una obra semiautobiogràfica titulada The Story of Ijain or the Evolution of a Mind [La història de Ijain o l'evolució d'una ment] va aparèixer el 1903.  
Encara que també va publicar ficció tant per a adults com per a nens, Forence Dixie és recordada pels seus llibres de viatges, Across Patagonia [A través de la Patagònia] (1880) i In the Land of Misfortune [En la terra de la dissort] (1882), que encara es reimprimeixen. En aquests llibres es presenta a si mateixa com la protagonista de la història i, en fer-ho, desafia la tradició masculina de citar altres escriptors de viatges que han visitat i escrit en l'àrea, i crea un estil femení únic d'escriptura de viatges en el segle xix, interessat a demostrar que les dones podien embarcar-se cap a allò que els era desconegut, llunyà o dificultós.

### Llibres

#### A través de la Patagònia
Inspirada pel llibre de George C. Musters At Home with the Patagonians, a Year's Wanderings on Untrodden Ground from the Straits of Magellan to the Rio Negro [Vida entre els patagònics, un any d'excursions per un terreny no trepitjat des de l'estret de Magallanes fins a Rio Negro], al desembre de 1878, dos mesos després del naixement del seu segon fill, Dixie i el seu marit  van deixar enrere la vida aristocràtica i els fills a Anglaterra i van viatjar a la Patagònia, quan pocs europeus hi havien posat el peu.  
Era l'única dona en el seu grup de viatge. Va partir acompanyada de dos dels seus germans, el seu marit i Julius Beerbohm, enginyer i amic de la família, que hi havia anat prèviament a efectuar estudis miners, i que va ser contractat com a guia del grup. Un cop allà, Dixie descriu el paisatge utilitzant tècniques que recorden la tradició romàntica de William Wordsworth i servint-se de l'emoció i la sensació física per a connectar-se amb el món natural.  Si bé descriu la terra com «un territori poc atractiu i temut», les accions de Dixie demostren que la supervivència en una terra salvatge requereix força i voluntat.

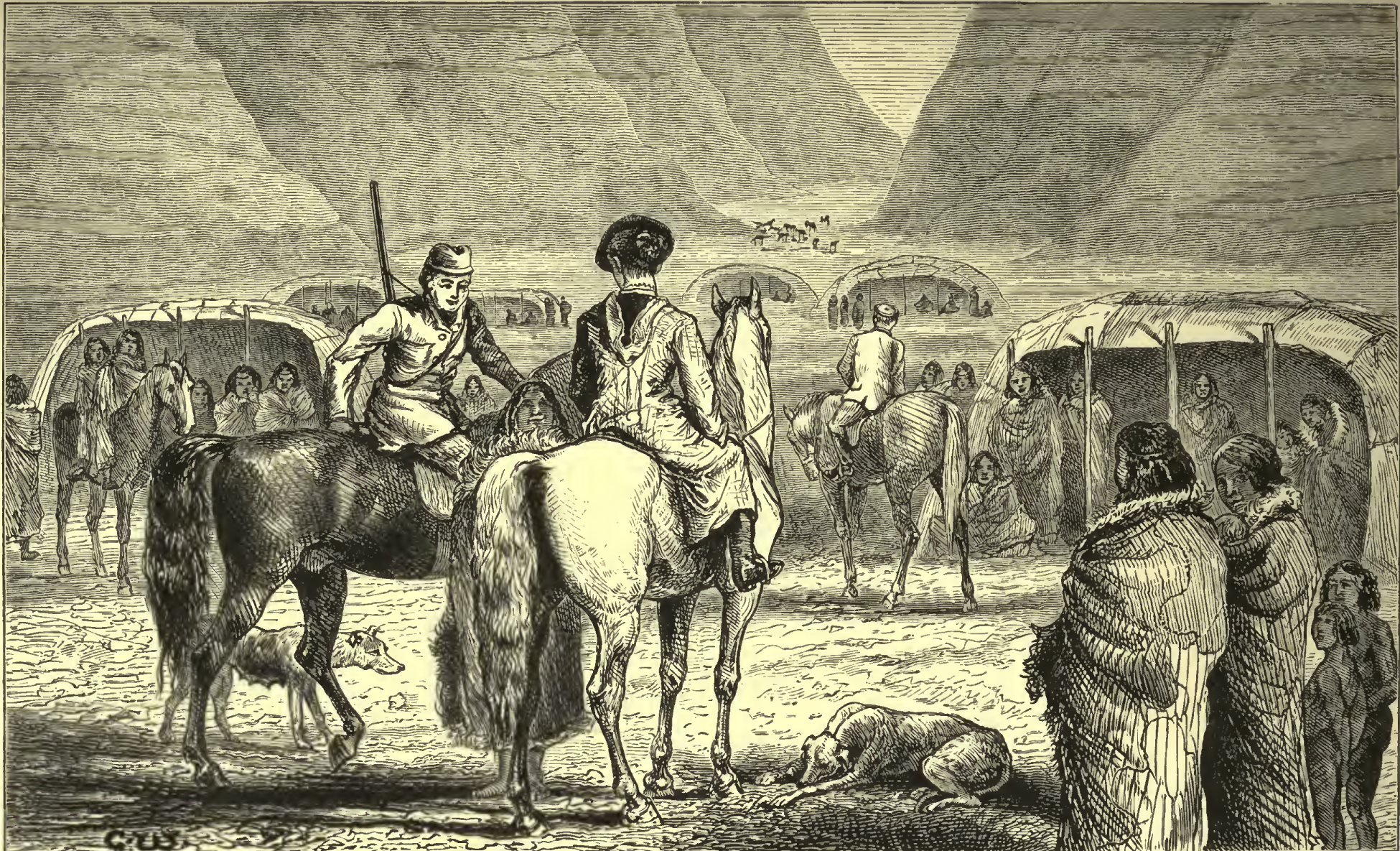
«Campament indi», il·lustració del llibre A través de la Patagònia (1881)

Durant els seus viatges per la Patagònia, es mostra «activa i resistent», rebutjant els prejudicis de gènere victorians que descrivien les dones com a febles i necessitades de protecció. A més, en escriure Across Patagònia (1880), Dixie mai esmenta el seu marit pel nom o el títol (i s'hi refereix simplement com «el meu marit»); així, es presenta a si mateixa com la protagonista i l'heroïna de l'expedició en el lloc en què normalment es fan aparèixer els homes, com a herois de la història. I narra els moments en els quals supera els homes o es manté com el seu igual.

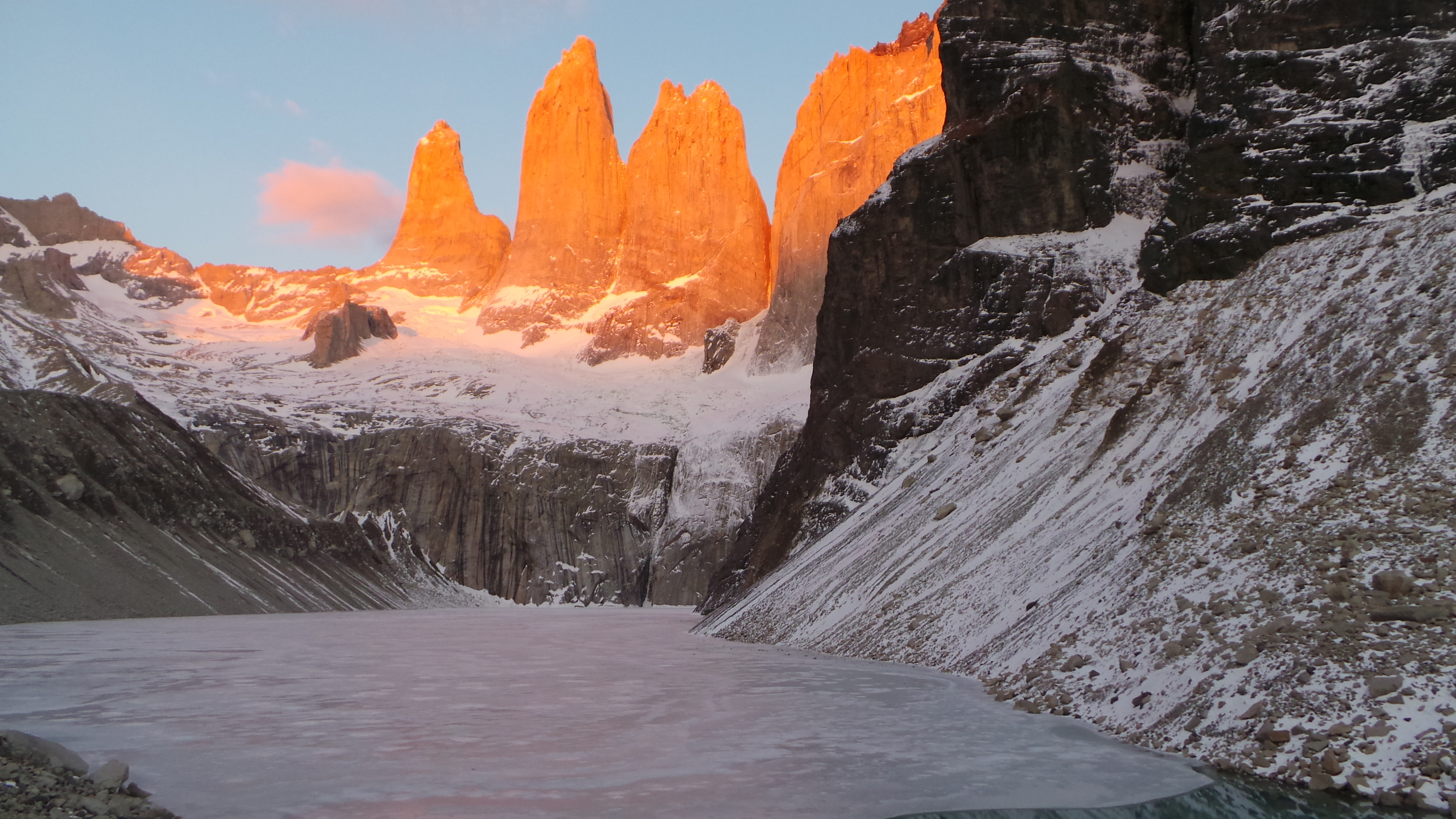
Torres del Paine, a la Patagònia xilena, conegudes aleshores com a Agulles de Cleopatra

Si bé en la seva narrativa es poden trobar temes socials com el sufragi femení europeu, diu poc sobre els nadius de la Patagònia. Així, se l'ha criticat per no abordar, per exemple, les campanyes militars del general Julio Argentino Roca contra els indígenes de l'època.
Dixie va compartir les seves observacions de la Patagònia amb Charles Darwin. Ella discrepava de la descripció que va fer Darwin dels tuco-tuco en el seu Journal of Researches (1839). Mentre Darwin havia suggerit que eren criatures nocturnes que vivien gairebé sempre sota terra, Florence Dixie els havia vist durant el dia. Va enviar a Darwin una còpia del seu llibre Across Patagònia, que ara forma part de la Biblioteca de Charles Darwin situada a la Sala de Llibres Estranys de la Biblioteca de la Universitat de Cambridge.
Les seves experiències a la Patagònia van inspirar gran part de la seva obra posterior, tant la seva escriptura per a nens com el seu treball amb el moviment pel sufragi femení. Els seus dos llibres per a nens, The Young Castaways [Els joves nàufrags o Els caçadors de nens de la Patagònia] i la seva seqüela Aniwee [Aniwee o La reina guerrera], estan ambientats a la Patagònia i representen personatges femenins forts. 

#### En la Terra de la dissort
En 1881 Dixie va ser nomenada corresponsal de camp del The Morning Post (avui Daily Telegraph), de Londres, per a cobrir la primera guerra bòer (1880-1881) i les seqüeles de la guerra anglo-zulú. Ella i el seu marit van viatjar junts a Sud-àfrica. A Ciutat del Cap es va quedar amb el governador de Cape Colony. Va visitar el Regne Zulu i, al seu retorn, va entrevistar el rei zulu Cetshwayo, que estava detingut pels britànics. Els seus informes, seguits de Defense of Zululand and Its King from the Blue Book [Defensa del Regne Zulu i el seu rei del Llibre Blau] (1882) i In the Land of Misfortune [A la terra de la dissort] (1882), van ser fonamentals en la breu restauració de Cetshwayo al tron el 1883. En aquest darrer, presenta una lluita entre el seu individualisme i la seva identificació amb el poder de l'Imperi Britànic, però malgrat tota la seva simpatia per la causa zulu i per Cetshwayo, en el fons continuava sent una imperialista.

#### Una utopia feminista

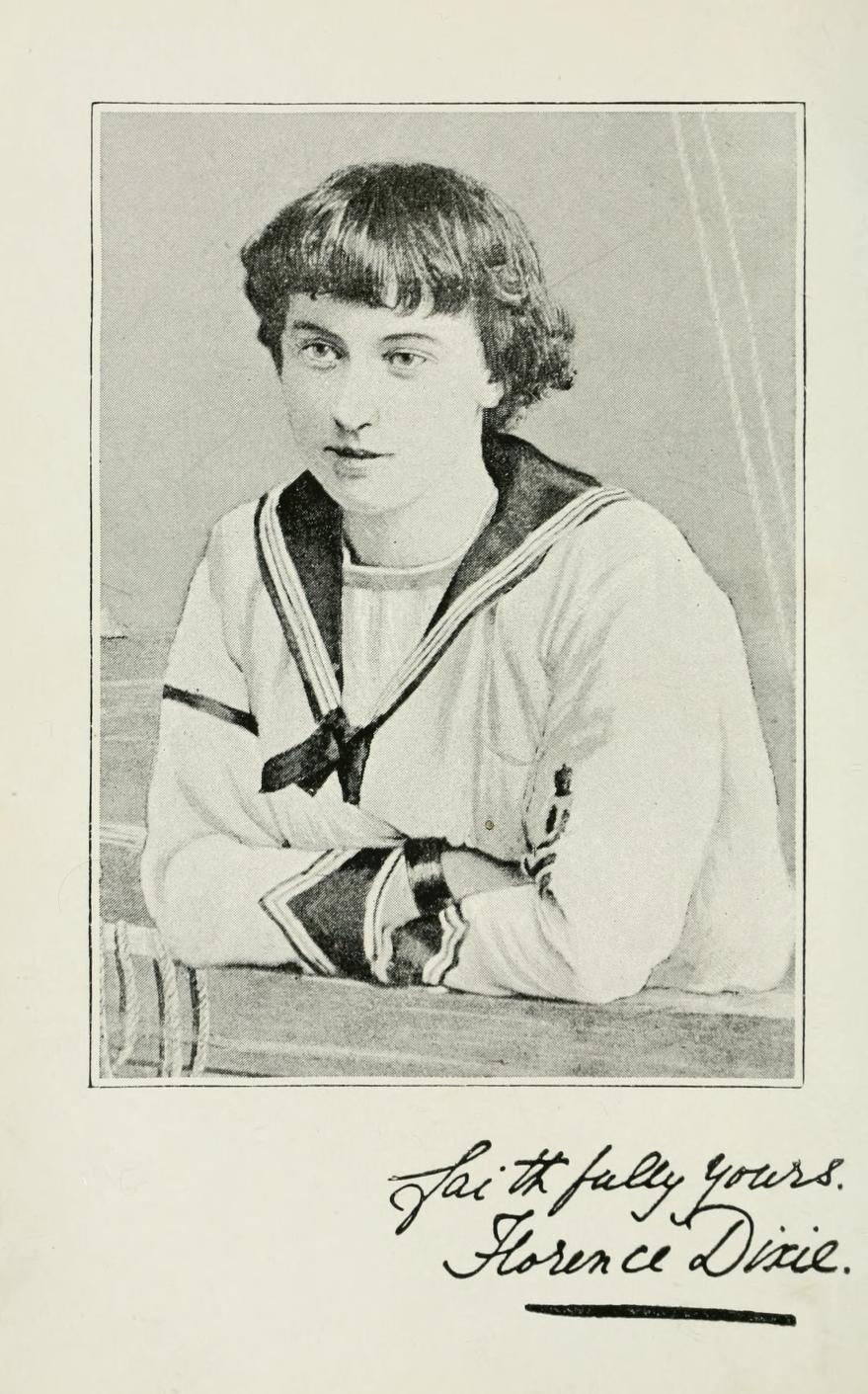
Frontispici a Gloriana, publicat el 1890

Florence Dixie tenia fortes opinions sobre l'emancipació de la dona, i proposava que tots dos sexes haurien de ser iguals en el matrimoni i el divorci, que la Corona hauria de ser heretada pel fill gran del monarca, independentment del sexe, i fins i tot que homes i dones haurien d'usar la mateixa roba. Era membre de la Unió Nacional de Societats pel sufragi femení, i el seu obituari a la English woman's Review emfatitzava el seu suport a la causa del sufragi femení (és a dir, al dret de vot).
El 1890, Dixie va publicar una novel·la utòpica, Gloriana o la Revolució de 1900, que ha estat descrita com una fantasia feminista. També entrellaça elements de romanç i novel·la policíaca. En aquesta obra, les dones guanyen el dret al vot com a resultat que la protagonista, Gloriana, es faci passar per un home, Héctor D'Estrange, i sigui electa a la Cambra dels Comuns. El personatge de D'Estrange és un reflex d'Oscar Wilde, però potser conté fins i tot més de la pròpia Dixie. Un altre dels molts personatges femenins actius, competents i poderosos del llibre és l'escocesa Lady Flora Desmond (qui, com va assenyalar The Athenaeum, té un nom molt similar al de l'autora). Flora ajuda a organitzar una força de Dones Voluntàries de 200.000 membres, i ella mateixa lidera el seu Regiment Blanc muntat d'elit. Una gran quantitat de personatges femenins són fonamentals per a la trama, tant per a secundar com per a oposar-se a l'heroi / heroïna: com va assenyalar Walker, les aventures a Gloriana esdevenen a les dones més que als homes. El llibre acaba l'any 1999, amb una descripció d'una Gran Bretanya pròspera i pacífica el govern de la qual s'ha beneficiat profundament del compromís de les dones. En el prefaci de la novel·la, Dixie proposa no sols el sufragi femení, sinó que tots dos sexes han d'educar-se junts i que totes les professions i posicions han d'estar obertes a tothom.

## Dones i esports

### El futbol de dones
Florence Dixie va tenir un paper clau en l'establiment del futbol femení, organitzant partits d'exhibició amb finalitats benèfiques, i el 1895 es va convertir en presidenta del British Ladies' Football Club, considerat el primer equip de futbol femení del Regne Unit, estipulant que «les nenes han d'entrar en l'esperit del joc amb cor i ànima».

### Esports de sang
Durant els seus primers anys i els seus viatges, va ser una esportista entusiasta, una ciclista intrèpida, una tiradora i una genet experta. I va tenir oportunitat de competir en peu d'igualtat amb companys masculins actius i les seves habilitats van ser esmentades en revistes esportives. Però es va mostrar contrària als esports de sang, que considerava cruels i condemnà en el seu llibre Els horrors de l'esport (1891). Més tard, Dixie es va convertir en vicepresidenta de l'Associació Vegetariana de Londres.

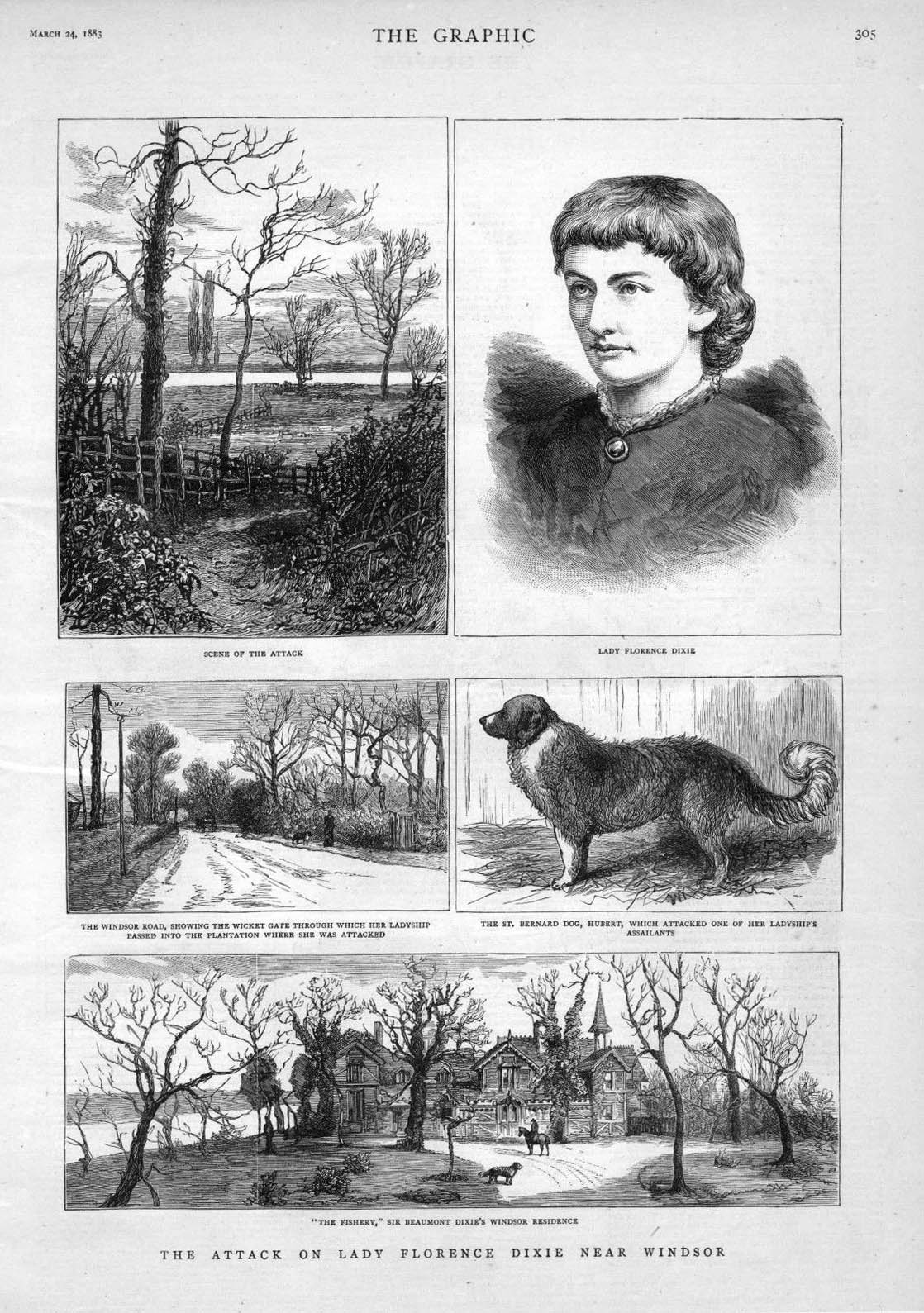
«The attack on Lady Florence Dixie near Windsor», una crònica molt àmplia a The Graphic, 24 de març de 1883, pàgina 305

## Política
Dixie va ser una escriptora entusiasta de cartes de diaris sobre assumptes liberals i progressistes, incloent el suport a l'autonomia escocesa i irlandesa. El seu article El Cas d'Irlanda va ser publicat a Vanity Fair el 27 de maig de 1882. No obstant això, va ser crítica amb la Lliga irlandesa i el Fenià, que segons es diu va intentar atacar-la sense èxit el març de 1883.
Encara que es van publicar informes sobre un intent d'assassinar-la a la seva residència, situada a prop del Tàmesi, a unes dues milles i mitja de Windsor, la qüestió va arribar a la Cambra dels Comuns els dies 19 i 20 de març, i novament el 29, però la versió de Lady Dixie va ser desestimada.

## Mort
Lady Florence Dixie va morir de diftèria el 7 de novembre de 1905. Va ser enterrada al costat del seu germà bessó en el cementiri familiar de Gooley Hill a la finca Kinmount. The New York Times va informar que «l'autora, defensora dels drets de la dona i corresponsal de guerra havia mort el 7 de novembre a la seva casa de Glen Stuart, Dumfriesshire».

## Presència pública i reconeixement
El 1877 es va publicar una litografia monocromàtica de Dixie d'Andrew Maclure. Ella està asseguda a cavall i sostenint un assot. N'hi ha una còpia a la Galeria Nacional de Retrats.

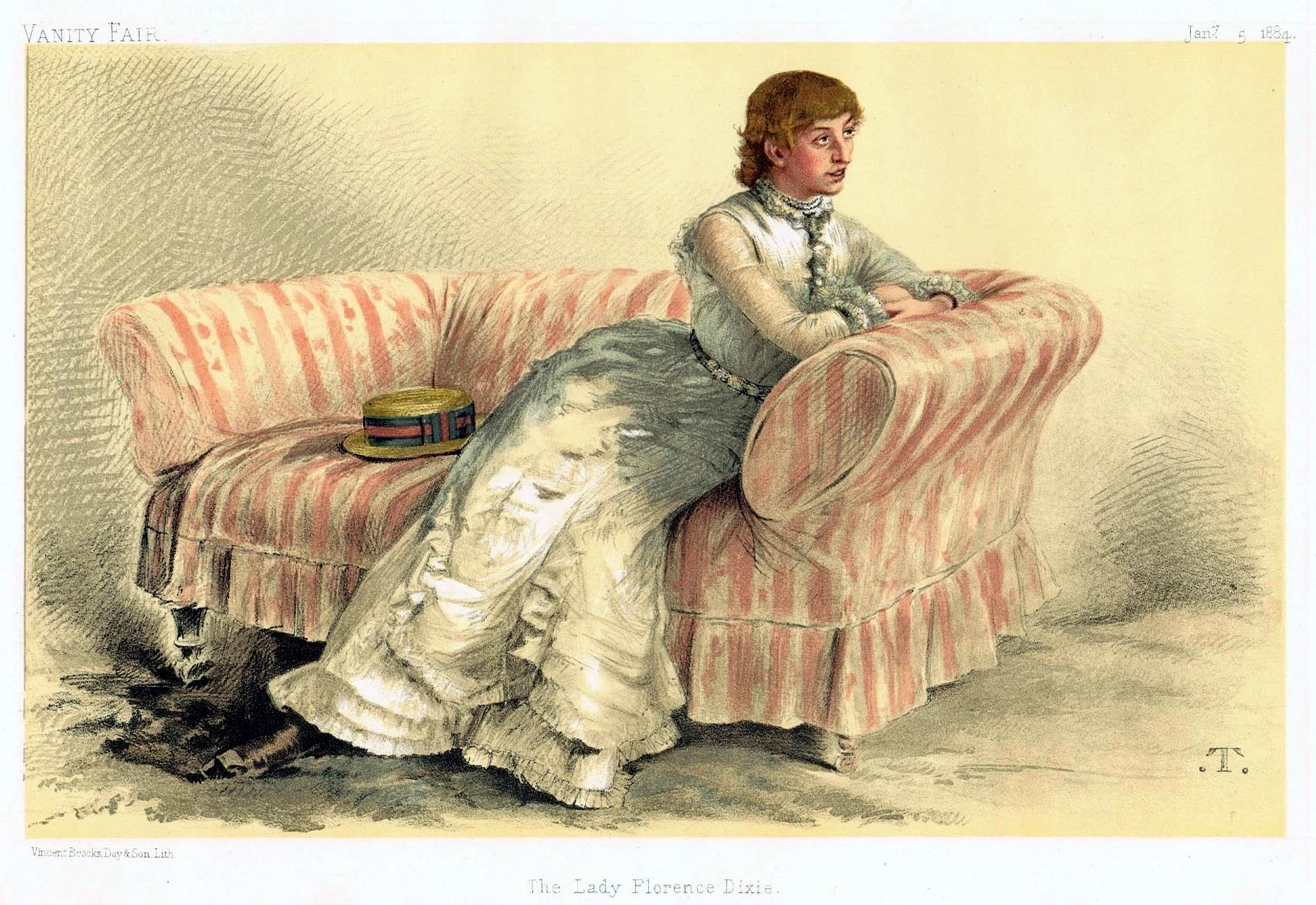
Il·lustració de Dixie feta per Théobald Chartran (Vanity Fair, 1884)

Una litografia més significativa, de Théobald Chartran, impresa en color, va aparèixer a Vanity Fair l'any 1884 i és una de les llargues sèries d'il·lustracions en colors amb personatges notables de l'època,  acompanyada d'una breu biografia. De les més de dues mil persones que hi aparegueren, només divuit eren dones.
Un hotel a Puerto Natales, a la part xilena de la Patagònia, es diu Hotel Lady Florence Dixie en honor seu.

## Obra
Els treballs publicats per Lady Florence Dixie inclouen:

### Llibres
- Abel Avenged: a Dramatic Tragedy (Londres, 1877
- Across Patagònia (Edimburg, 1880)
- Waifs and Strays: The Pilgrimage of a Bohemian Abroad (Londres, 1880, 60 pp)
- In the Land of Misfortune (Londres, 1882, 434 pàg)
- A Defense of Zululand and Its King from the Blue Books (Londres, 1882, 129 pp)
- Redeemed in Blood (Londres, 1889)
- Gloriana or The Revolution of 1900 (Londres, 1890)
- The Young Castaways or The Child Hunters of Patagònia (1890), per a nens
- Aniwee or The Warrior Queen (1890), per a nens
- Isola or The Disinherited: A Revolt for Woman and all the Disinherited (Londres, 1902)
- The Story of Ijain or The Evolution of a Mind (Londres, 1903)

### Treballs més curts
- "The Case of Ireland" a Vanity Fair,  27 de maig de 1882
- "Cetshwayo I Zululand" en Dinovè Volum de Segle 12 Núm. 2 (agost 1882) pàg. 303–312
- "En Cetshwayo i la seva Restauració" en Vanity Fair, 12 de juliol de 1884, pp 21–22
- Els Horrors d'Esport (Lliga Humanitària  4, 1891)[20]
- El Mercilessness d'Esport (1901)
- Introducció a Joseph McCabe Religió de Dona (1905)